# Copa Sevilla 2021
La Copa Sevilla 2021 è stata un torneo maschile tennis professionistico. È stata la 32ª edizione del torneo, facente parte della categoria Challenger 90 nell'ambito dell'ATP Challenger Tour 2021, con un montepremi di 66 640 €. Si è svolto dal 6 al 12 settembre 2021 sui campi in terra gialla del Real Club de Tenis Betis di Siviglia, in Spagna.

## Partecipanti

### Teste di serie
| Nazionalità | Giocatore                  | Ranking* | Testa di serie |
| ----------- | -------------------------- | -------- | -------------- |
| Spagna      | Pablo Andújar              | 74       | 1              |
| Spagna      | Pedro Martínez             | 75       | 2              |
| Spagna      | Roberto Carballés Baena    | 95       | 3              |
| Spagna      | Carlos Taberner            | 105      | 4              |
| Spagna      | Bernabé Zapata Miralles    | 116      | 5              |
| Italia      | Federico Gaio              | 159      | 6              |
| Cile        | Marcelo Tomás Barrios Vera | 172      | 7              |
| Italia      | Lorenzo Giustino           | 238      | 8              |

* Ranking al 30 agosto 2021.

### Altri partecipanti
I seguenti giocatori hanno ricevuto una wild card per il tabellone principale:
- Pablo Llamas Ruiz
- Álvaro López San Martín
- Nikolás Sánchez Izquierdo

Il seguente giocatore è entrato in tabellone come protect ranking:
- Filippo Baldi
- Julian Lenz

I seguenti giocatori sono entrati in tabellone come alternate:
- Julian Ocleppo
- Genaro Alberto Olivieri

I seguenti giocatori sono passati dalle qualificazioni:
- Luciano Darderi
- Lucas Gerch
- Emilio Nava
- Benjamín Winter López

## Campioni

### Singolare
Pedro Martínez ha sconfitto in finale  Roberto Carballés Baena con il punteggio di 6–4, 6–1.

### Doppio
David Vega Hernández  /  Mark Vervoort hanno sconfitto in finale  Javier Barranco Cosano /  Sergio Martos Gornés con il punteggio di 6–3, 6(7)–7, [10–7].